# برج بوابة العاصمة
برج بوابة العاصمة (بالإنجليزية:  Capital Gate)‏ هي ناطحة سحاب مائلة غاية في الإبداع الهندسي والمعماري تقع في إمارة أبوظبي بالقرب من مركز المعرض الوطني في أبوظبي.
يبلغ ارتفاع البرج 160 متر (520 قدم) ويتكون البرج من37 طابق، وهو واحد من أطول المباني الموجودة في مدينة أبوظبي ويميل البرج بشكل مذهل بزاوية 18 درجة إلى الغرب أي بمقدار أربع مرات من درجة ميل برج بيزا المائل الشهير. ويعد البرج الأكثر ميلاً في العالم.
أُستخدم الزجاج والفولاذ في واجهة البرج، ويحوي البرج مكاتب ومحلات تجارية وغرف اجتماعات ومعارض ومطاعم بالإضافة إلى مركز أعمال ومهبط لطائرات الهليكوبتر.كما يحتضن فندق حياة كابيتال جيت أبو ظبي الحائز على تصنيف 5 نجوم ويتميز بموقعه القريب من شارع الخليج العربي.

## انظُر أيضًا
- قائمة مناطق الجذب السياحي في دولة الإمارات العربية المتحدة